# Fentonia laevis
Fentonia laevis är en fjärilsart som beskrevs av Butler 1881. Fentonia laevis ingår i släktet Fentonia och familjen tandspinnare. Inga underarter finns listade i Catalogue of Life.